# Wojciech Rocki
Wojciech Rocki (ur. 23 marca 1987 w Montrealu w Kanadzie) – polski hokeista.

## Kariera
- Dauphins Deux Rives
- Legia Warszawa (2005-2007)
- KH Sanok (2008-2010)

Uczestniczył w turniejach mistrzostw świata juniorów do lat 20 w 2007 (Dywizja I).
W sezonach 2008/2009 oraz 2009/2010 polskiej ekstraklasy był nominowany do nagrody Złotego Kija.